# Liaoyuan (köping i Kina, Guizhou)
Liaoyuan (kinesiska: 燎原, 燎原镇) är en köping i Kina. Den ligger i provinsen Guizhou, i den sydvästra delen av landet, omkring 160 kilometer norr om provinshuvudstaden Guiyang. Antalet invånare är 19081. Befolkningen består av 9 111 kvinnor och 9 970 män. Barn under 15 år utgör 24,0 %, vuxna 15-64 år 67 %, och äldre över 65 år 7,0 %.